# Mere, Cheshire
Mere är en ort och civil parish i Storbritannien.   Den ligger i kommunen Cheshire East i riksdelen England, i den centrala delen av landet, 250 km nordväst om huvudstaden London.